# Mon ami Red
Mon ami Red est le quinzième album de la série Jerry Spring créée par Jijé. Il comprend deux histoires distinctes : Le Loup solitaire (scénario de l'historien Daniel Dubois, spécialiste des Indiens d'Amérique, et dessins de Jijé) ; Mon ami Red Lover (scénario de Philip, dessins de Jijé).
Ces histoires ont été prépubliées dans le journal Spirou en 1964. L'album est paru aux éditions Dupuis en 1965, et a été réédité en 1979 sous le titre Le Loup solitaire et Mon ami Red (inversant l'ordre des deux histoires).

### Documentation
- Jean Léturgie, « Le Loup solitaire », Schtroumpfanzine, no 36,‎ décembre 1979, p. 24.